# كلودوالدو (لاعب كرة قدم مواليد 1978)
كلودوالدو (الكورية: 클로도아우두 파울리뉴 지 리마) (بالبرتغالية: Clodoaldo Paulino de Lima) هو لاعب كرة قدم برازيلي وكوري جنوبي في مركز الهجوم، ولد في 25 نوفمبر 1978 في بباوليستا في البرازيل. لعب مع أتلتيكو كالي وإشتوريل برايا وإنديبندينتي ميديلين وبوهانغ ستيلرز وديبورتيفو باستو وسانتو أندريه ونادي فيغورينسي ونادي كاشياس دو سول ونادي كريسيوما ونادي كورينثيانز ونادي ناوتيكو.

## وصلات خارجية
- كلودوالدو (لاعب كرة قدم مواليد 1978) على موقع دوري كوريا الجنوبية (الإنجليزية)
- كلودوالدو (لاعب كرة قدم مواليد 1978) على موقع قاعدة بيانات كرة القدم.إي يو (الإنجليزية)
- كلودوالدو (لاعب كرة قدم مواليد 1978) على موقع Soccerway.com (الإنجليزية)